# Ghantoot Racing & Polo Club
Der Ghantoot Racing & Polo Club ist ein zwischen Abu Dhabi und Dubai gelegener weltweit bekannter Polo Club in den Vereinigten Arabischen Emiraten.

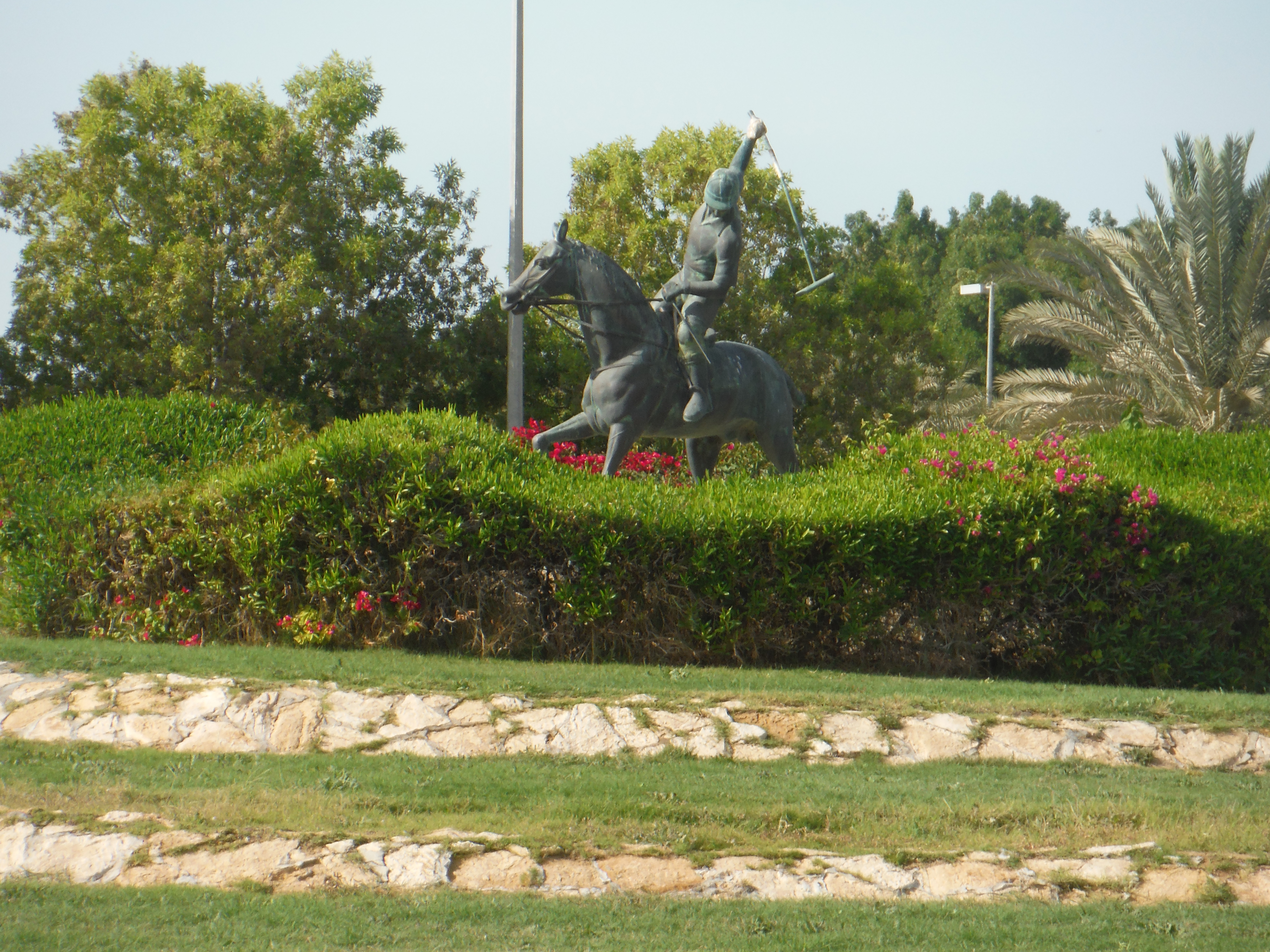
Monument at Ghantoot Racing and Polo Club

Der Club züchtet Araber und Vollblutpferde und ist somit das erste und einzige Polo-Zucht-Zentrum im Nahen Osten. Daneben wird hier das Nationenpreisturnier der Vereinigten Arabischen Emirate im Springreiten ausgetragen.

## Anlage
Der Ghantoot Racing & Polo Club verfügt über Stallungen für 200 Poloponys und acht Polofelder, von denen drei mit Flutlichtbeleuchtung ausgerüstet sind. Des Weiteren verfügt der Komplex über eine voll ausgestattete Tribüne auf der 2.000 Personen Platz finden, ein Clubhaus, Tennis- und Volleyballplätze, einen Fitnessraum, sowie VIP-Loungen und Räume für Pressekonferenzen.